# Aust
Pour les articles homonymes, voir Aust (homonymie).
Aust est une paroisse civile et un village du Gloucestershire, en Angleterre.